# Cow Belles
Cow Belles (Bellas y mimadas en Hispanoamérica y Cambio de aires en España) es una película original de Disney Channel protagonizada por Alyson Michalka y Amanda Michalka, mejor conocidas por el dúo Aly & AJ. Se estrenó el 25 de marzo de 2006 en Disney Channel en Estados Unidos y en Family en Canadá. El estreno tuvo un total de 5,8 millones de espectadores en Estados Unidos. La película fue estrenada en 2008 en España, y el 12 de junio de 2009 en Latinoamérica.

## Sinopsis
Taylor Callum (Alyson Michalka) y Courtney Callum (Amanda Michalka) son dos adolescentes, que por un descuido, son obligadas a trabajar en la lechería de su padre. Cuando el socio de su padre le regala a su padre un boleto de avión y este se va de viaje, el socio se apodera de todo el dinero de la empresa y emprende una fuga. Las dos hermanas, que siempre fueron bellas y mimadas, deciden ayudar a la empresa, vendiendo algunas de sus cosas lujosas. Al final, las hermanas aprendieron que ellas tienen todo lo que tienen por una "casualidad en la vida". Taylor y Courtney encuentran a su verdadero amor durante la película.

## Elenco
- Alyson Michalka - Taylor Callum
- Amanda Michalka - Courtney Callum
- Jack Coleman - Reed Callum
- Michael Trevino - Jackson Meade
- Chris Gallinger - Phillipe
- Paula Brancati - Sarah Van Dyke
- Christian Serratos - Heather Perez
- Sandy Robson - Thomas
- Craig Eldridge - Wilbur Meade
- Sheila McCarthy - Fran Walker
- Michael Rhoades - Bob Fenwick
- Ron Gabriel - Melvin Melville
- Duane Murray - Big Pete
- Dylan Roberts - Ralph
- Stuart Clow - Keith Walker

## Lanzamientos
- La película fue lanzada en DVD el 27 de junio de 2006.
- Estrenó en Disney Channel Reino Unido el 16 de junio de 2008.
- Estrenó en Disney Channel Asia el 6 de agosto de 2006 (versión original) y el 19 de noviembre de 2006 (final alternativo).
- Estrenó en Disney Channel España en febrero de 2009
- Estrenó en Disney Channel Latinoamérica el 12 de junio de 2009